# 何盛三
何 盛三（が もりぞう、1884年5月8日 - 1948年10月10日）は、日本の中国語学者、アジア主義者、社会活動家、エスペランティスト。
東京大学新聞研究所の所長であった何初彦は長男。
苗字の「何」をもじって、エスペラントで"S-ro Kio"、フランス語で"Monsieur Que"（いずれも英語でいえば"Mr. What"、後者は日本語の「無宿」にも掛けている）と名乗った。

## 来歴
東京府出身。日本の造船学の発展に寄与した海軍軍人の赤松則良の三男として生まれ、後に唐通詞の出身であった何礼之の養孫になっている。1930年には「財政整理ノタメ」何家を離れ、赤松家に復籍した。
学習院中等科・高等科で学ぶ。武者小路実篤と同期で、「武者小路氏よりもさきにトルストイをドイツ語で読んだ」とされる。
学習院から京都帝国大学法学部経済学科（現在の京都大学経済学部）に進学するが、学習院卒業と京大入学の間に善隣書院で中国語も学んでいる。養祖父の何礼之が唐通詞であったことが、盛三の中国語学習に影響している、と中国学者の安藤彦太郎は推測している。
京大では、当時講師として経済学を教えていた河上肇の影響を受け、1911年に同大を卒業した後は住友鉱山などでの数年間働いた後、もっぱらエスペラントやアジア主義の活動に携わることとなった。1930年に在広東日本領事館が作成した資料には、「資産二依リテ相当ノ生活ヲナシ特記スベキ職業ナカリシガ数年前ヨリ出資シテ植林事業二従事」と記されている。

### エスペラントの活動
1919年12月に創設された日本エスペラント学会 (JEI) に当初から参加し、評議員及び宣伝部委員となる。「1920年代にエスペラントをはじめた人なら知らないものはな」く、「30年代の人たちには、S-ro Kio?の名で知られていた」という。
1920年10月の第7回日本エスペラント大会では、初代駐日フィンランド公使のグスターフ・ラムステッドの講演を日本語に通訳している。
1920年11月、エスペラント図書の輸入を行う極東書院を作り、1922年に四方堂に引き継ぐまで続けた。同年、衆議院で採択された「国際補助語エスペラント教授調査」に関する請願については、民俗学者の柳田國男とともに署名活動の先頭に立っている。
また1926年から2年間はJEI理事も務めた。さらに実父が男爵、養祖父が貴族院議員という家柄の良さも生かして、徳川家達や後藤新平らにエスペラントを説き、後者をエスペラント普及講演会で講演させたのも何である。

### アジア主義者として
その一方、大川周明や満川亀太郎が中心となっていた老壮会（1918年10月 - 1921年頃）、またこれを発展させた猶存社（1919年8月 - 1923年3月）の同人にもなり、1919年8月に大川が上海の北一輝を日本へ呼び戻すために訪中した際には、自らの蔵書を売って大川の旅費を捻出している。
猶存社の機関誌『雄叫び』創刊号（1920年7月）には、「ノーヴァ・エスペランチスト」という筆名で「愛国運動としてのエスペラント宣伝」という記事を執筆した。もっとも猶存社の八大綱領の六番目に「エスペラントの普及宣伝」という項目が挙げられていたわりには、実際にそれに関する活動は行われなかった。ただしそれからほぼ10年の後、1931年10月から何盛三は、満川の主催する興亜学塾でエスペラントを教えている。

### ベトナム独立運動への支援
ところが、日本エスペラント学会の三宅史平が述べているように、「いつか、東京から姿をかくされ、あるときは満洲にあらわれ、あるときは広東におもむき、われわれには想像のおよばない動きをつづけていられた」。
そのような活動の一つが、ベトナム独立運動に対する支援であった。例えば、同国の革命家ファン・ボイ・チャウ（璠佩珠）が中国語で著した「獄中記」は1929年、「南十字星」と名乗る者によって日本語訳され、雑誌『日本及び日本人』に掲載されている。訳者の「南十字星」は、何盛三のことと推定されている。
1929年、ファン・ボイ・チャウの書いた文章が日本の新興宗教大本系の『人類愛善新聞』に3回連載され、また後にに大本（当時の名称は「皇道大本」）とベトナムの新興宗教カオダイ教は提携することになる。東京外国語大学名誉教授の今井昭夫は、ファン・ボイ・チャウ、カオダイ教、そして大本を結びつけた背後に日本のアジア主義者たち、特に何盛三の存在を推定している。
1930年には中国広東に赴き、広東や雲南のベトナム人活動家との連絡を試みたとして、在広東日本領事館による取り調べを受けている。
「獄中記」などファン・ボイ・チャウの文章を集めて刊行し、そこに解説を付した長岡新次郎は、何のことを「当時の彊柢、璠佩珠らをめぐる数奇にみちた暗灰色のドラマの舞台裏に、しばしば影のごとき役割をになってあらわれる日本人」と評した。

### 中国語学者としての評価
しかし同時代においては、満川が「支那語学者として聞えた法学士何盛三君」と書いているように、世間ではもっぱら中国語学者として知られていた。
また後世においても、安藤はその著書を「当時の中国語界の水準をはるかに抜いた内容」と高く評価している。近年でも、その著書を考察する中国語学者が見られる。

### 満洲国ハルビンにて
三宅が「あるときは、満洲にあらわれ」と書いているように、満洲国協和会嘱託としてハルビンに住んだこともある。
白系ロシア人を中心としたハルビンエスペラント会に参加し、会長のピョートル・A・パブロフとは、隣同士になったこともあるという。1939年9月現在の「在満エスペランチスト名簿」には、ハルビン市に"S-ro Kio, S-ino Kio"(S-inoは英語のMrs.、つまり「何夫人」）および"S-ro Pavlov"の名がある。
1947年、満洲より引き揚げ。
1948年10月10日、死去。

## 著書
- 『北京官話文法』文求堂、1919年（「啊麼徒」［アマチュア］のペンネームを使用）
- 『北京官話文法』太平洋書房、1928年（1919年版を改稿したもの）
- 『中華国語読本：詳註対訳 発音附・独習書』太平洋書房、1929年（宮島吉敏と共著）
- 『現代支那語講座』太平洋書房、1929年4月-（全8巻、総勢18名による共著）
- 『支那語発音早わかり』外国語研究社、1932年（支那語研究会）
- 『支那語発音の研究』外国語研究社、1933年
- 『北京官話文法』東学社、1935年
- 『すぐわかる支那語早まなび：単語会話集』東宝堂書店、1938年（支那語研究会）